# Bob Paisley
Robert "Bob" Paisley OBE (23 tháng 1 năm 1919 — 14 tháng 2 năm 1996) là một hậu vệ người Anh. Ông làm việc tại Liverpool F.C. gần 50 năm dưới nhiều vai trò khác nhau từ cầu thủ,trợ lý huấn luyện viên và huấn luyện viên trưởng, và ông được đánh giá là một trong những huấn luyện viên vĩ đại nhất mọi thời đại. Miễn cưỡng nhận công việc huấn luện viên này vào năm 1974, ông đã xây dựng trên nền tảng mà người tiền nhiệm của mình Bill Shankly đã đặt ra. Paisley là người đầu tiên trong số bốn huấn luyện viên đã giành được Cúp C1 Châu Âu ba lần. Ông cũng là một trong năm huấn luyện viên giành chức vô địch giải đấu hàng đầu nước Anh với tư cách là cầu thủ và huấn luyện viên tại cùng một câu lạc bộ.
Trong chín năm quản lý đội bóng từ 1974 đến năm 1983, ông giúp Liverpool có được 6 danh hiệu vô địch Anh, 3 danh hiệu cúp C1 châu Âu, 1 Cúp UEFA, 3 cúp Liên đoàn, 5 Siêu cúp Anh và 1 siêu cúp châu Âu. Ông thường được xem là huấn luyện viên Liverpool vĩ đại nhất mọi thời đại, do những kỷ lục đoạt cúp rất ấn tượng. Paisley là một trong những huấn luyện viên từng giành chức vô địch châu Âu ba lần cùng với Carlo Ancelotti, Zinedine Zidane và Pep Guardiola.

## Danh hiệu

### Cầu thủ
Liverpool
- Football League First Division: 1946–47[8]

### Huấn luyện viên
Liverpool
- Football League First Division: 1975–76,[9] 1976–77,[10] 1978–79,[11] 1979–80,[12] 1981–82,[13] 1982–83[14]
- FA Cup á quân: 1976–77[15]
- League Cup: 1980–81,[16][17] 1981–82,[18] 1982–83;[19] á quân: 1977–78[20][21]
- FA Charity Shield: 1974,[22] 1976,[23] 1977,[24] 1979,[25] 1980,[26] 1982[27]
- European Cup: 1976–77,[28] 1977–78,[29] 1980–81[30]
- UEFA Cup: 1975–76[31][32]
- UEFA Super Cup: 1977;[33][34] á quân: 1978[35][36]
- Intercontinental Cup á quân: 1981[37]